# Alex Tachie-Mensah
Alex Tachie-Mensah (Accra, 15. veljače 1977.) ganski je bivši nogometaš.  Bio je ganski nogometni reprezentativac. Igrao je na mjestu napadača. Sada radi kao trener mladih kategorija u Frauenfeldu.

## Karijera
Tachie-Mensah je igrao za nekoliko klubova, a zadnji je bio St. Gallen. Umirovio se 9. lipnja 2009. godine.

## Reprezentacija
Igrao je za Ganu. Ganski izbornik ga je pozvao u sastav koji je sudjelovao je na SP-u 2006.

## Trenerska karijera
Nakon što se umirovio kao igrač, počeo se baviti treniranjem mladih kategorija FC Frauenfelda, gdje je glavni trener, od kolovoza 2009. godine.

## Vanjske poveznice
- Alex Tachie-Mensah Službene stranice (engl.)